# Николсон, Джули
Джули Николсон  (англ. Julie Nicholson; род. 1953) — английская писательница и бывший служитель христианской церкви Великобритании. Является матерью покойной Дженни Николсон, которая была убита в возрасте 24 лет, когда террорист-смертник Мохаммед Сидик Хан взорвал бомбу в лондонском метро 7 июля 2005 года.

## Биография
Её дочь Дженни Николсон была 24-летним музыкантом, которая погибла в центральной части Лондона, по дороге на работу. Она была убита на востоке кольцевой линии станции Эджвер-Роуд после того, как её поезд прекратил движение из-за механической неисправности на линии Пикадилли. За несколько минут до взрыва, Дженни позвонил её бойфренд, Джеймс Уайт.
Джули Николсон отдыхала в Уэльсе, когда они с мужем Грегом узнали о смерти Дженни. После продолжительного отпуска Джулия решила уйти в отставку с поста священника прихода Святого Эйдана при Святом Георгии в Бристоле через восемь месяцев после смерти Дженни, так как не могла простить нападавшего. Объявив о своём намерении уйти с поста викария, Джули сказала, что ей «очень трудно стоять за алтарём и вести людей словами мира, примирения и прощения, когда я сама чувствую себя очень далёкой от этого». Джули продолжает работать в Бристоле с местной молодёжной группой.
Оплакивая смерть Дженни, Джули  начала записывать свои мысли. Позднее они были превращены в книгу «Песня для Дженни»'.  Одноимённый фильм Брайана Персивала был выпущен в качестве экранизации книги 5 июля 2015 года, почти ровно через 10 лет после смерти Дженни. Роль Джули Николсон исполнила британская актриса Эмили Уотсон.

## Семья
Джули замужем за Грегом Николсоном. Помимо Дженни у них также есть дочь Лиззи и сын Томас.